# Przemysław Jasielski
Przemysław Jasielski (ur. 1970) – polski artysta wizualny.

## Życiorys
Studiował w PWSSP w Poznaniu w Pracowni Rysunku prof. Jarosława Kozłowskiego i Pracowni Rzeźby prof. Jana Berdyszaka (1989-1994). Otrzymał dyplom w zakresie rzeźby i rysunku w 1994.

## Wybrane wystawy indywidualne
- 1994 – Usłyszeć szum anielskich skrzydeł i zmierzyć go (Akademia Sztuk Pięknych, Poznań);
- 1995 – Dźwięki mojego pokoju, (Galeria Teraz, Szczecin);
- 1997 – Dźwięki mojego pokoju – instalacje (Galeria Potocka, Kraków);
- 1998 – Zobaczyć szum anielskich skrzydeł (Galeria Laboratorium, Warszawa);
- 1998 – Zobaczyć szum anielskich skrzydeł, (CSW Warszawa);
- 1999 – Zobaczyć szum anielskich skrzydeł – wersja Hollywoodzka (Galeria Potocka, Kraków);
- 2000 – Hi-Fi, (Galeria AT, Poznań);
- 2003 – Earth Rotation Speed Control Unit (OPTICA Centre for Contemporary Art, Montreal, Kanada);
- 2003 – Zobaczyć szum anielskich skrzydeł – wersja anatomiczna (The Gallery, International Artist in Residency Centre, Guernsey, Wielka Brytania);
- 2003 –  Lekkość Rzeczy, Hi-Fi, (CSW Warszawa);
- 2004 – Earthquake Control Unit (Lucas Artists Residency w Montalvo, Kalifornia, USA);
- 2006 – Hi-Fi (Galeria Oko/Ucho, Poznań);
- 2006 – Biały szum (Galeria AT, Poznań);
- 2008 – Ukukula (Munandi Art Center, Lusaka, Zambia);
- 2009 – Rysunki czegoś zupełnie innego (Galeria Le Guern, Warszawa);
- 2010 – Global Warming Control Unit (Gyeonggi Creation Center, Seongamdo, Południowa Korea);
- 2011 – Opportunity (Skolska28 Gallery, Praga, Czechy);
- 2012 – Papierowy Most Nad Kamienną Rzeką (Tokyo Wonder Site, Tokio, Japan);
- 2013 – Analogowa Imigracja (CSU Galleries, Cleveland Ohio, USA);
- 2014 – Lewiatan (Galeria Le Guern, Warszawa).

## Wybrane wystawy zbiorowe
- 1992 – Project Istropolitana (Bratysława, Słowacja);
- 1992 – Miejsca nie miejsca, (CRP Orońsko);
- 1993 – Idee poza ideologią (CSW Zamek Ujazdowski, Warszawa);
- 1996 – Pokolenie 96 (Galeria BWA, Katowice);
- 1996 – Polimetrie, (BWA Wrocław);
- 1998 – Partie 6 (Drewen, Niemcy);
- 2000 –  Obserwatorium, (Galeria AT, Poznań);
- 2000 – New Media Art from Poland (Oldenburg, Niemcy);
- 2004 – Nature of/and art (Bunkier Sztuki, Kraków);
- 2007 – Wreszcie Nowa. Małopolskie kolekcje sztuki współczesnej (Muzeum Narodowe, Kraków);
- 2008 – 8784h Project (Galeria X-RAY, Luboń);
- 2011 – Nie na miejscu (CSW Zamek Ujazdowski, Warszawa);
- 2012 – Rysunki czegoś zupełnie innego (BWA Zielona Góra);
- 2013 – Czarne Słońca (Galeria Wschodnia, Łódź);
- 2013 – Transnature is here (Malta Festiwal, Poznań);
- 2013 – homeMade (CSW Łaźnia, Gdańsk);
- 2014 – Post-Technologiczne Doświadczenia. Sztuka-Nauka-Kultura (Centrum Kultury Zamek, Poznań);
- 2014 – Machined Senses (The Sculpture Center Cleveland Ohio, USA);
- 2015 – Nonsense Technologies Przemysław Jasielski, Rainer Prohaska (MONA Inner Spaces, Poznań);
- 2016 – Apparat. Retrogression through technological process, Przemysław Jasielski & Rainer Prohaska (The Sculpture Center Cleveland Ohio, USA);
- 2016 – L'arte differente: MOCAK al MAXXI (MAXXI – National Museum of XXI Century Arts, Rzym)
- 2017 – Not To Be Seen. Nieubłagana zemsta postępu technologicznego (WRO Art Center, Wrocław)
- 2017 – Nonsensowne Technologie (Muzeum Sztuki Współczesnej w Krakowie MOCAK, Kraków)